# Refik Šabanadžović
Refik Šabanadžović (ur. 2 sierpnia 1965 w Tuzi) – bośniacki piłkarz grający na pozycji obrońcy lub pomocnika.

## Kariera klubowa
Šabanadžović urodził się w Czarnogórze, w rodzinie bośniackiej. Karierę rozpoczął w klubie OFK Titograd i w jego barwach grał w sezonie 1982/1983 w drugiej lidze jugosłowiańskiej. Następnie latem 1983 przeszedł do czołowej drużyny bośniackiej, Željezničaru Sarajewo. Tam był podstawowym zawodnikiem i w sezonie 1984/1985 dotarł do półfinału Pucharu UEFA, w którym Bośniacy ulegli węgierskiemu Videotonowi Székesfehérvár. W Željezničarze grał do końca sezonu 1986/1987.
Następnie Refik przeszedł do stołecznej Crvenej zvezdy Belgrad. W latach 1988, 1990 i 1991 trzykrotnie sięgnął po tytuł mistrza Jugosławii, a w 1990 roku zdobył także Puchar Jugosławii. Największe sukcesy osiągnął jednak na arenie międzynarodowej w 1991 roku. Wygrał Puchar Mistrzów (0:0, karne 5:3 z Olympique Marsylia) oraz Puchar Interkontynentalny (3:0 z CSD Colo-Colo). W Crvenej Zvezdzie do lata 1991 rozegrał 62 mecze i strzelił dwa gole.
W 1991 roku Šabanadžović wyjechał do Grecji i został zawodnikiem AEK Ateny. Przez pięć sezonów był podstawowym zawodnikiem stołecznego klubu. W latach 1992–1994 trzykrotnie z rzędu wywalczył mistrzostwo Grecji, a w 1996 roku zdobył też Puchar Grecji. Kolejnym klubem w karierze Bośniaka był Olympiakos SFP, który w 1997 i 1998 roku został mistrzem kraju.
W latach 1998–1999 Šabanadžović występował w amerykańskiej Major League Soccer. W barwach drużyny Kansas City Wizards zaliczył 27 spotkań. Karierę zakończył w wieku 34 lat.
| Sezon   | Klub                | Kraj              | Rozgrywki             | Mecze | Bramki |
| ------- | ------------------- | ----------------- | --------------------- | ----- | ------ |
| 1982/83 | OFK Titograd        | Jugosławia        | II liga               | 23    | 1      |
| 1983/84 | FK Željezničar      | Jugosławia        | Prva liga Jugoslavije | 19    | 0      |
| 1984/85 | FK Željezničar      | Jugosławia        | Prva liga Jugoslavije | 33    | 0      |
| 1985/86 | FK Željezničar      | Jugosławia        | Prva liga Jugoslavije | 30    | 0      |
| 1986/87 | FK Željezničar      | Jugosławia        | Prva liga Jugoslavije | ?     | ?      |
| 1987/88 | FK Crvena zvezda    | Jugosławia        | Prva liga Jugoslavije | 11    | 0      |
| 1988/89 | FK Crvena zvezda    | Jugosławia        | Prva liga Jugoslavije | 14    | 2      |
| 1989/90 | FK Crvena zvezda    | Jugosławia        | Prva liga Jugoslavije | 11    | 0      |
| 1990/91 | FK Crvena zvezda    | Jugosławia        | Prva liga Jugoslavije | 26    | 0      |
| 1991/92 | AEK Ateny           | Grecja            | Alpha Ethniki         | 31    | 1      |
| 1992/93 | AEK Ateny           | Grecja            | Alpha Ethniki         | 31    | 1      |
| 1993/94 | AEK Ateny           | Grecja            | Alpha Ethniki         | 24    | 0      |
| 1994/95 | AEK Ateny           | Grecja            | Alpha Ethniki         | 28    | 0      |
| 1995/96 | AEK Ateny           | Grecja            | Alpha Ethniki         | 29    | 3      |
| 1996/97 | Olympiakos SFP      | Grecja            | Alpha Ethniki         | 23    | 0      |
| 1997/98 | Olympiakos SFP      | Grecja            | Alpha Ethniki         | 2     | 0      |
| 1998    | Kansas City Wizards | Stany Zjednoczone | Major League Soccer   | 21    | 0      |
| 1999    | Kansas City Wizards | Stany Zjednoczone | Major League Soccer   | 6     | 0      |

## Kariera reprezentacyjna
W reprezentacji Jugosławii Šabanadžović zadebiutował 29 października 1986 roku w wygranym 4:0 meczu eliminacji do Euro 88 z Turcją. W 1990 roku został powołany przez selekcjonera Ivicę Osima do kadry na Mistrzostwa Świata we Włoszech. Tam był podstawowym zawodnikiem i zagrał w czterech spotkaniach Jugosłowian: z Kolumbią (1:0), ze Zjednoczonymi Emiratami Arabskimi (4:1), w 1/8 finału z Hiszpanią (2:1) oraz ćwierćfinale z Argentyną (0:0, karne 2:3). W kadrze Jugosławii rozegrał łącznie 8 meczów.